# Le Siècle des Lumières
Pour l’article homonyme, voir Siècle des lumières.
Pour plus de détails, voir Fiche technique et Distribution.
Le Siècle des Lumières (El siglo de las luces) est un téléfilm en trois parties réalisé par Humberto Solás d'après le roman de Alejo Carpentier El siglo de las luces, paru en 1962. Le téléfilm a été diffusé en 1993 en France.

## Synopsis
un trio d'orphelins racontent l'histoire d'un aventurier français.

## Fiche technique
- Titre original : Le Siècle des Lumières
- Titre cubain : El siglo de las luces
- Réalisateur : Humberto Solás
- Scénariste : Alba de Céspedes, Jean Cassies, Humberto Solás, d'après le roman de Alejo Carpentier, Le Siècle des Lumières (El siglo de las luces, 1962)
- Sociétés de production : Ekran, France Régions 3, La Sept, Instituto Cubano del Arte e Industrias Cinematográficos (ICAIC), Société Française de Production, Yalta-Film.
- Directeur de la photographie : Livio Delgado
- Montage : Nicole Dedieu, Nelson Rodríguez, Jean-Pierre Roques
- Création des décors : Boris Komyakov, Calixto Manzanares, Gérard Roger
- Direction artistique : Miguel Mediavila
- Création des costumes : Annick Garel-Coutelle, Manuel Tortosa
- Pays d'origine : France/Espagne
- Genre : ?
- Durée : trois épisodes de 86 minutes
- Dates de diffusion :
  -  Espagne : ?
  -  France : 2 mars 1993

## Distribution
- François Dunoyer : Victor Hugues
- Jacqueline Arenal : Sofia
- Rustam Urazaev : Esteban
- Frédéric Pierrot : Carlos
- Alexis Valdés : Doctor Ogé
- Mireya Chapman : Rosaura
- Georges Aminel : M. Anse
- Pierre Malet
- Jean Franval :
- Erick Deshors :
- Philippe Caroit :
- Christian Baltauss :
- Marie-Françoise Audollent :
- Miguel Guitierrez :
- André Julien :
- Tito Junco :
- Jean-Pierre Rémi :
- Elvira Valdes :
- Omar Valdés :